# Groothusen
Groothusen is een dorp in de Duitse deelstaat Nedersaksen. Het valt bestuurlijk onder de gemeente Krummhörn, gelegen in de Landkreis Aurich in Oost-Friesland. Het dorp telt 458 inwoners (2012).
Groothusen ligt op een warft van ongeveer 500 meter lang en 130 meter breed. Het dorp wordt gerekend tot de oudste nederzettingen in de gemeente Krummhörn en bestaat sinds de 8e eeuw. Groothusen beschikte lange tijd over een toegang tot de open zee en ontwikkelde zich tot een handelsplaats van lokaal belang.

## Bezienswaardigheden
- Sint-Petruskerk
- Osterburg

Campen · Canum · Eilsum · Freepsum · Greetsiel · Grimersum · Groothusen · Hamswehrum · Jennelt · Loquard · Manslagt · Pewsum · Pilsum · Rysum · Upleward · Uttum · Visquard · Woltzeten · Woquard

Nedersaksen: Steden en gemeenten      Duitsland: Deelstaten · Gemeenten
- Gemeinsame Normdatei: 4232062-8
- Virtual International Authority File: 235112314